# Połski Senowec
Połski Senowec (bułg. Полски Сеновец) – wieś w Bułgarii, położona w gminie Połski Trymbesz, w obwodzie Wielkie Tyrnowo. Według spisu z 2011 roku wieś zamieszkiwało 719 osób. W 2024 roku liczyła 525 mieszkańców.

## Galeria

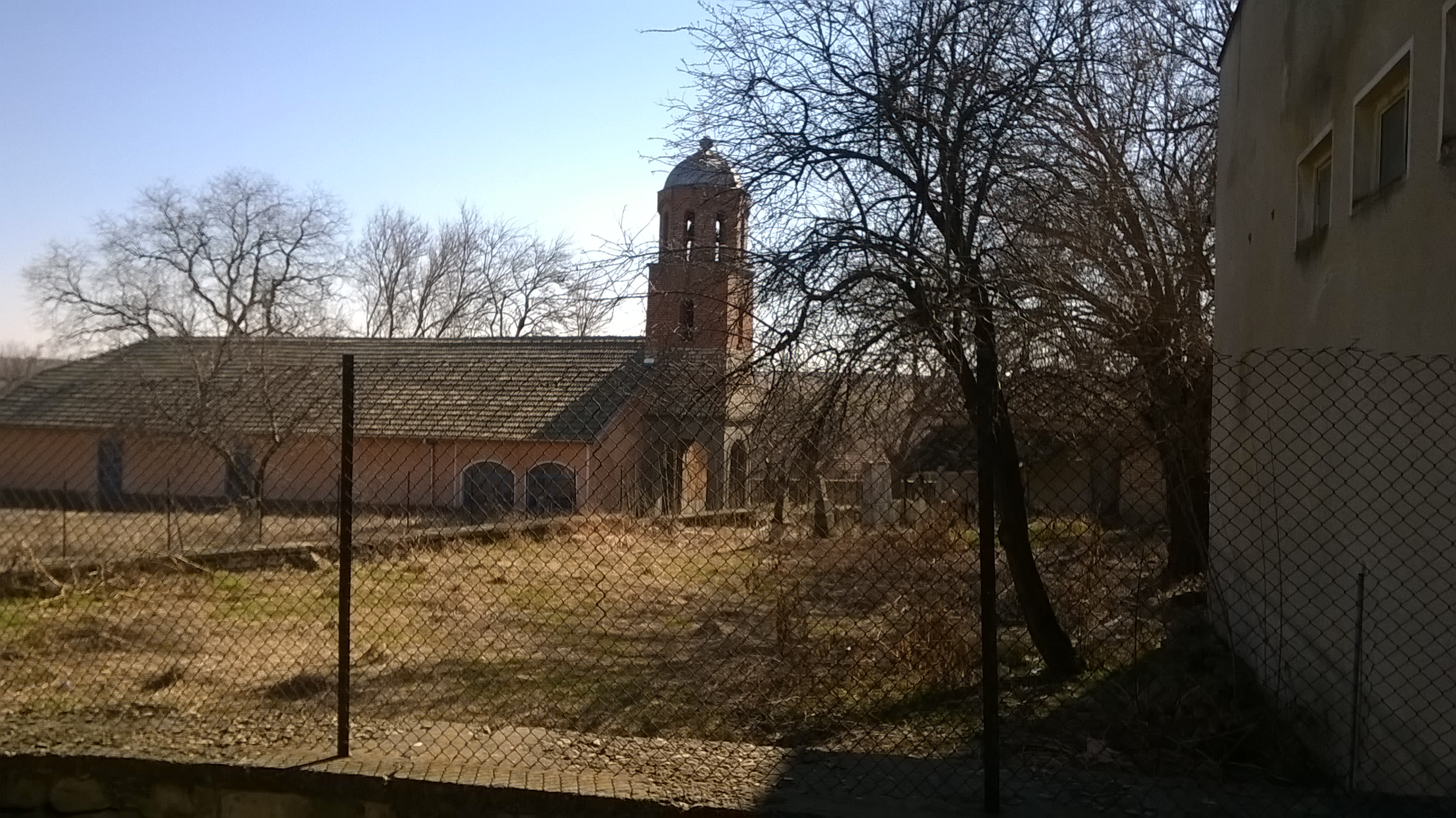
Cerkiew
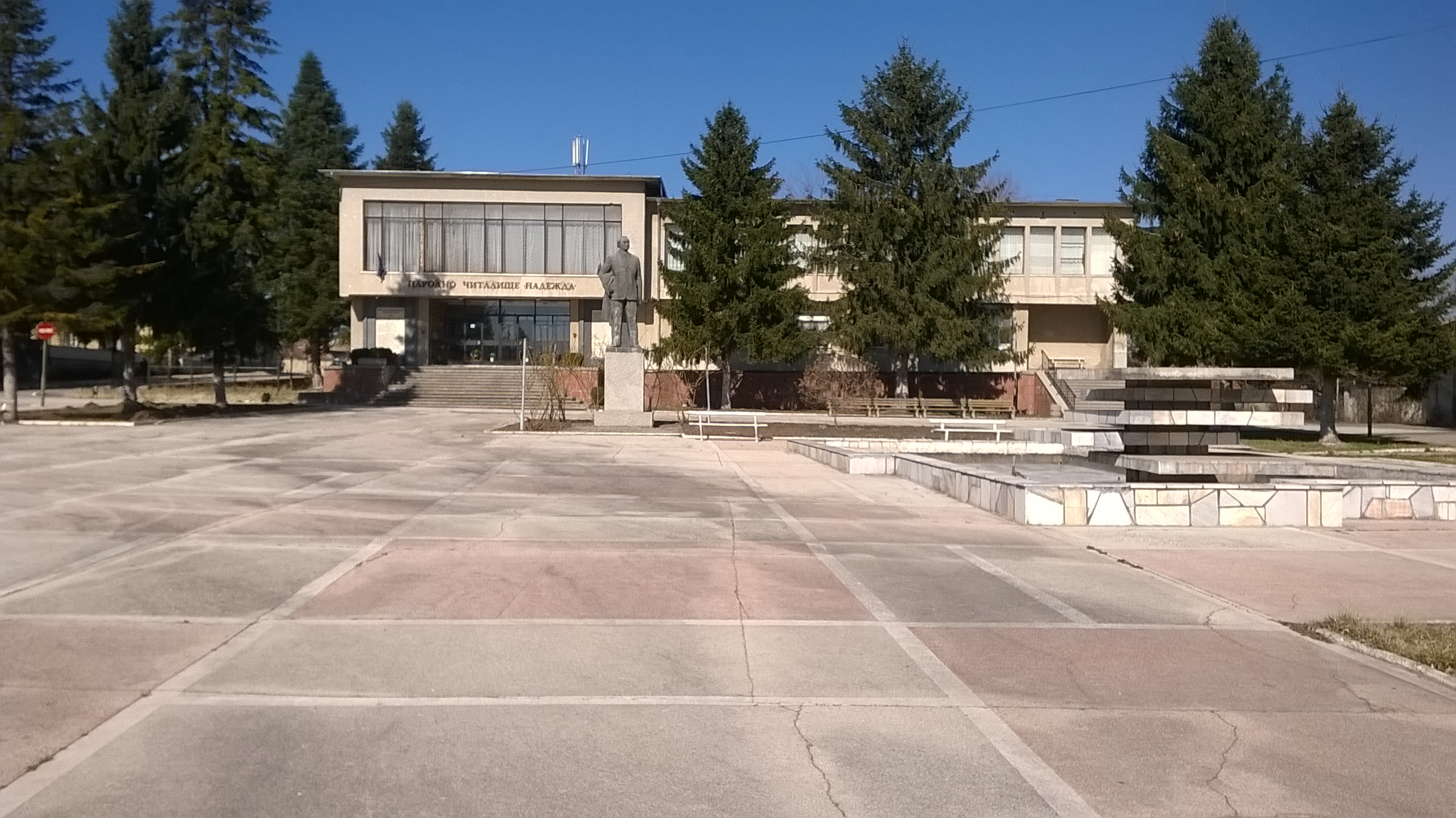
Centrum kulturalne
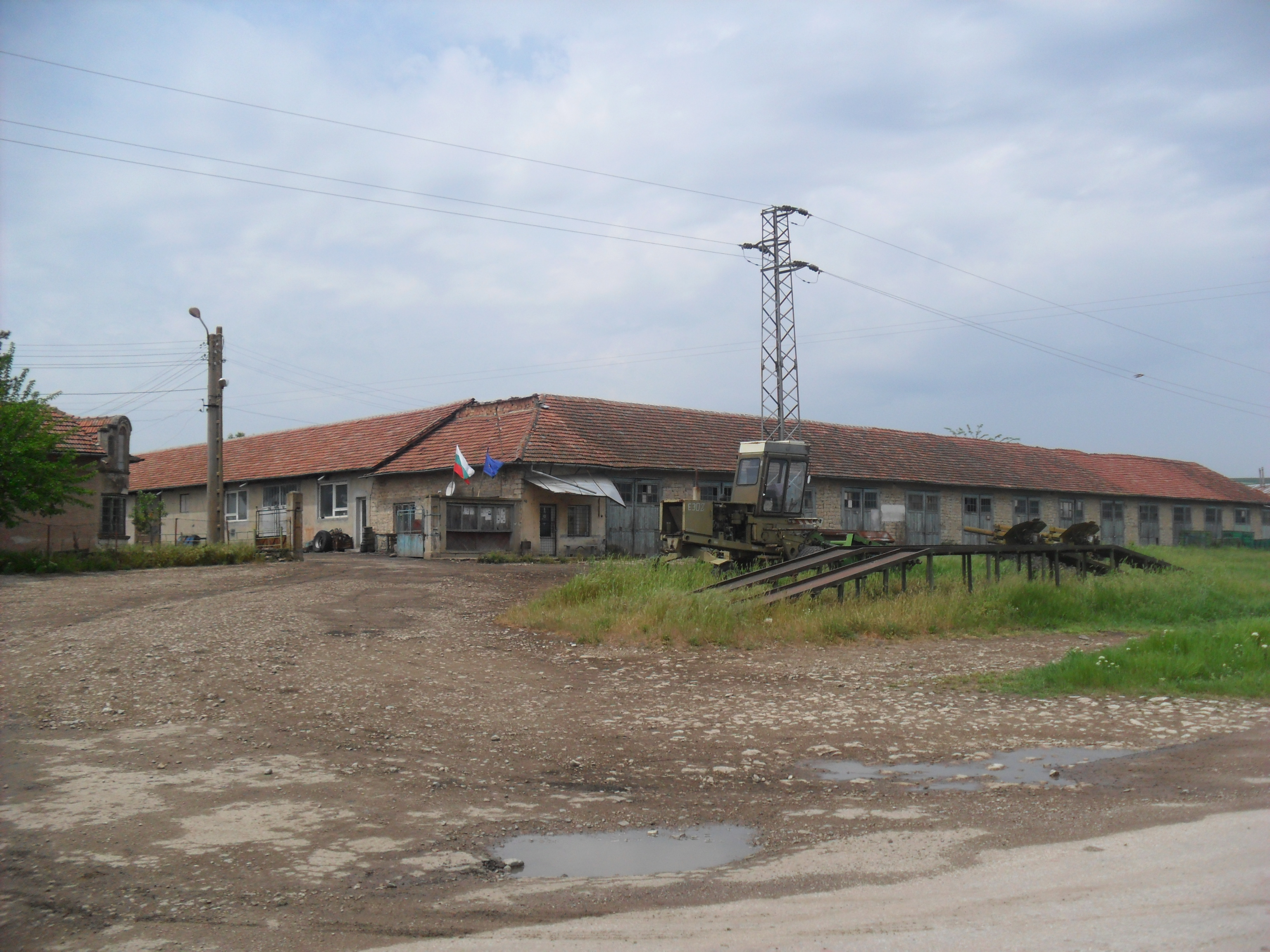
Spółdzielnia wiejska
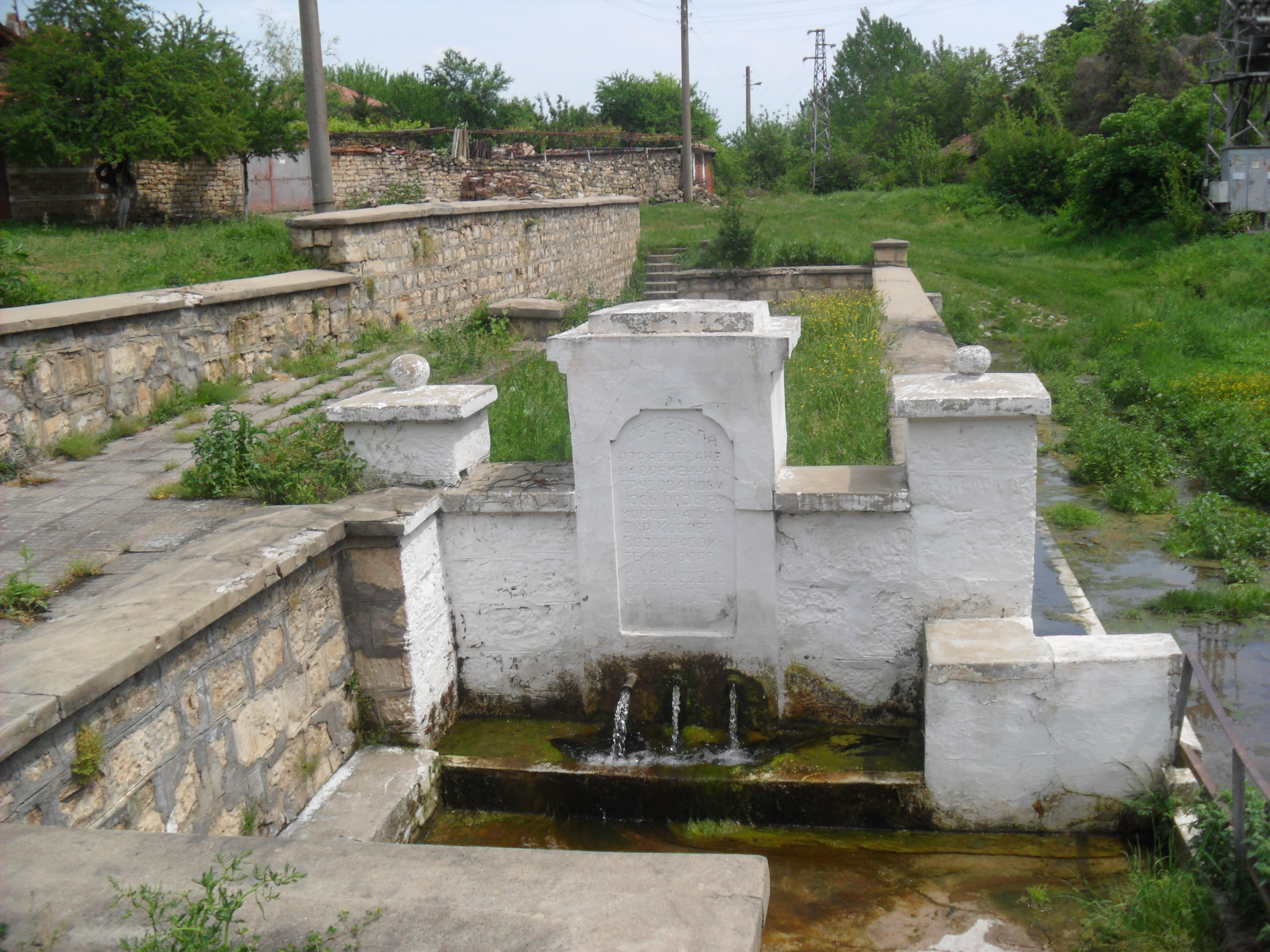
Fontanna Tabak
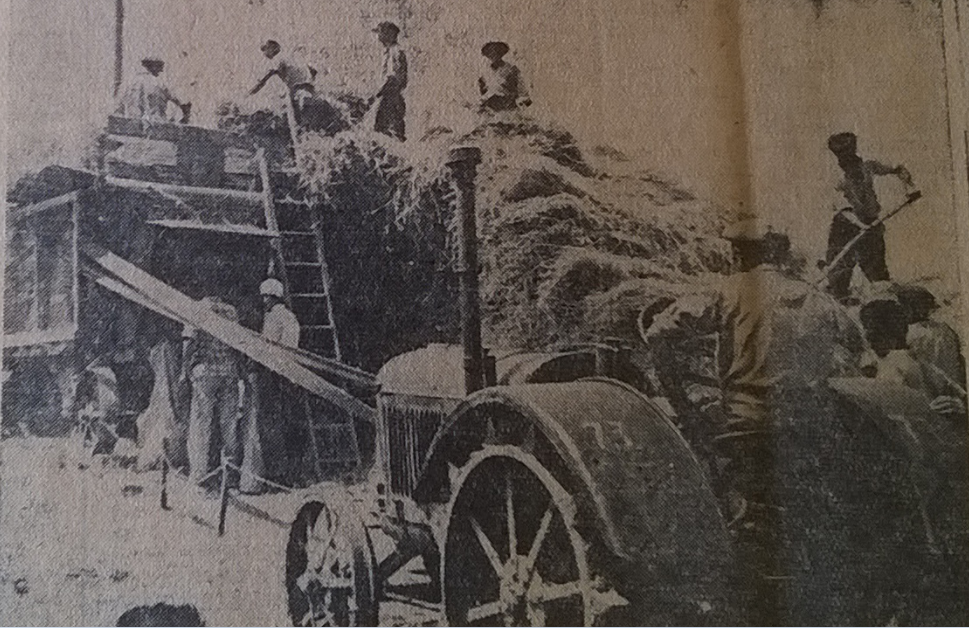
Młocka w 1957 roku